# Jack Hughes
Jack Hughes, född 14 maj 2001 i Orlando i Florida, är en amerikansk-kanadensisk professionell ishockeyforward som spelar för New Jersey Devils i National Hockey League. Han har tidigare spelat för Team USA i United States Hockey League (USHL).
Hughes draftades i första rundan av New Jersey Devils i NHL-draften 2019, som första spelare totalt.
Han är bror till Luke Hughes och Quinn Hughes.

## Statistik
| 2016–2017   | Toronto Marlboros      | GTHL        | 33  | 23 | 50 | 73  | 4  | — | — | — | — | — |
|             | Georgetown Raiders     | OJHL        | —   | —  | —  | —   | —  | 9 | 1 | 2 | 3 | 2 |
| 2017–2018   | Team USA               | USHL        | 27  | 21 | 33 | 54  | 10 | — | — | — | — | — |
|             | U.S. National U17 Team |             | 24  | 13 | 35 | 48  | 10 | — | — | — | — | — |
|             | U.S. National U18 Team |             | 36  | 27 | 41 | 68  | 6  | — | — | — | — | — |
| 2018–2019   | Team USA               | USHL        | 24  | 12 | 36 | 48  | 4  | — | — | — | — | — |
|             | U.S. National U18 Team |             | 50  | 34 | 78 | 112 | 28 | — | — | — | — | — |
| 2019–2020   | New Jersey Devils      | NHL         | 61  | 7  | 14 | 21  | 10 | — | — | — | — | — |
| 2020–2021   | New Jersey Devils      | NHL         | 56  | 11 | 20 | 31  | 16 | — | — | — | — | — |
| 2021–2022   | New Jersey Devils      | NHL         | 49  | 26 | 30 | 56  | 0  | — | — | — | — | — |
| NHL totalt  | NHL totalt             | NHL totalt  | 166 | 44 | 64 | 108 | 26 | — | — | — | — | — |
| USHL totalt | USHL totalt            | USHL totalt | 51  | 33 | 69 | 102 | 14 | — | — | — | — | — |

### Internationellt
| Källa: Uppdaterad: 2019-09-23 | Källa: Uppdaterad: 2019-09-23 | Källa: Uppdaterad: 2019-09-23 |         | Utv = Utvisningsminuter | Utv = Utvisningsminuter | Utv = Utvisningsminuter | Utv = Utvisningsminuter | Utv = Utvisningsminuter |
| År                            | Lag                           | Mästerskap                    | Matcher | Mål                     | Assists                 | Poäng                   | Utv                     |                         |
| ----------------------------- | ----------------------------- | ----------------------------- | ------- | ----------------------- | ----------------------- | ----------------------- | ----------------------- | ----------------------- |
| 2018                          | USA                           | U18-VM                        | 7       | 5                       | 7                       | 12                      | 2                       |                         |
| 2019                          | USA                           | JVM                           | 4       | 0                       | 4                       | 4                       | 0                       |                         |
| 2019                          | USA                           | U18-VM                        | 7       | 9                       | 11                      | 20                      | 8                       |                         |
| 2019                          | USA                           | VM                            | 7       | 0                       | 3                       | 3                       | 0                       |                         |
| Junior totalt                 | Junior totalt                 | Junior totalt                 | 18      | 14                      | 22                      | 36                      | 10                      |                         |
| Senior totalt                 | Senior totalt                 | Senior totalt                 | 7       | 0                       | 3                       | 3                       | 0                       |                         |